# Martin Wagner
Martin Wagner (ur. 24 lutego 1968 w Offenburgu) – piłkarz niemiecki grający na pozycji pomocnika.

## Kariera klubowa

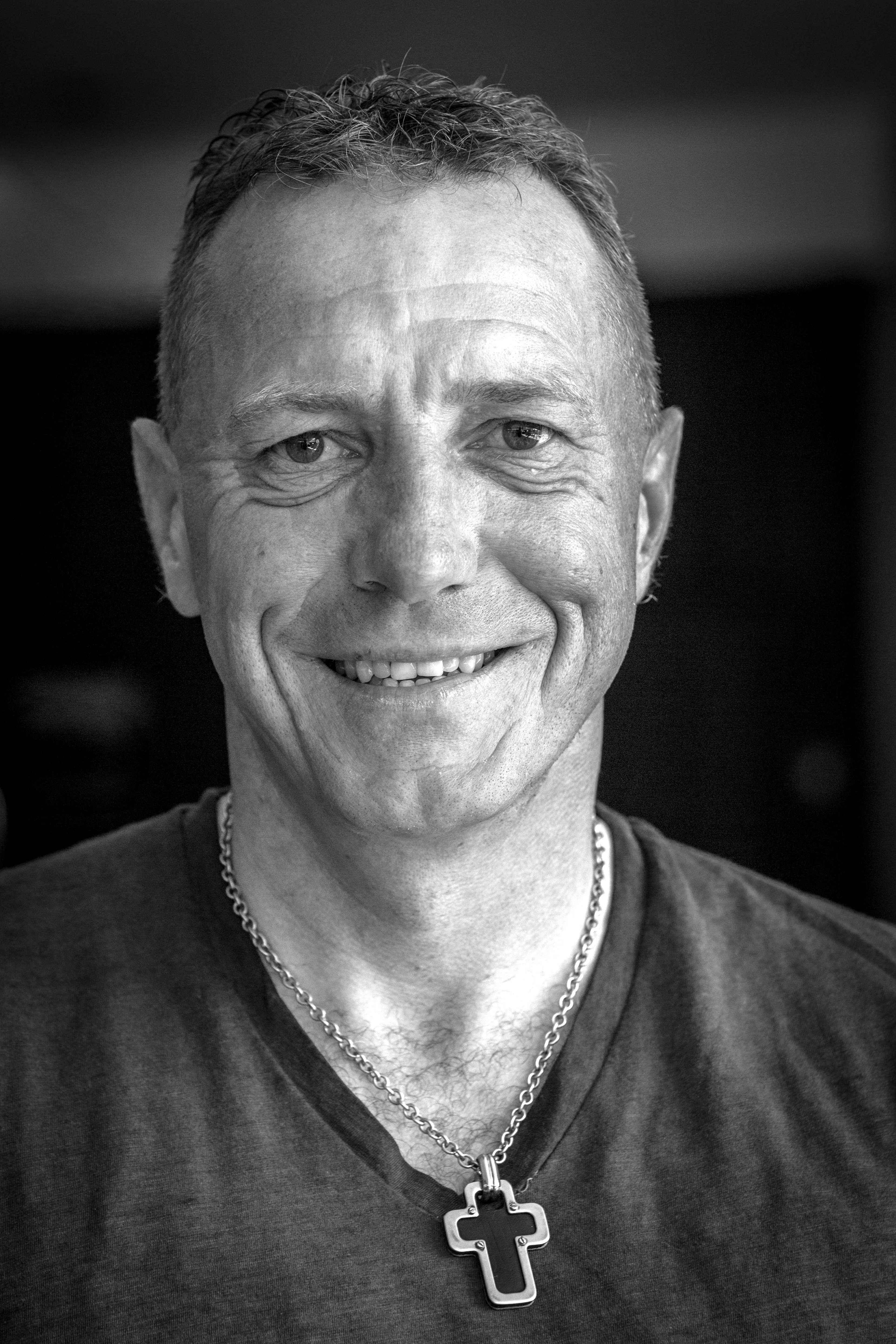
Martin Wagner, 2014

Wagner urodził się w Offenburgu. Tam też rozpoczął karierę piłkarską w Offenburger FV. W 1988 roku zmienił barwy klubowe i został piłkarzem grającego w pierwszej lidze 1. FC Nürnberg. W jego barwach zadebiutował 23 lipca w wygranym 1:0 wyjazdowym meczu z FC St. Pauli. Początkowo był rezerwowym, ale już od 7. kolejki ligowej wywalczył miejsce w podstawowym składzie klubu z Norymbergi. W październikowym meczu z Bayerem 04 Leverkusen (1:1) strzelił swoją pierwszą bramkę w Bundeslidze. Natomiast od 15. do 21. kolejki pięciokrotnie wpisywał się na listę strzelców. Niemal cały sezon 1989/1990 opuścił z powodu kontuzji, ale już w kolejnych dwóch nadal był podstawowym zawodnikiem Nürnberg, także po zjednoczeniu Niemiec. Łącznie dla tego klubu rozegrał 100 meczów i zdobył 14 goli.
W 1992 roku Wagner przeszedł do 1. FC Kaiserslautern. W Bundeslidze w nowej drużynie po raz pierwszy wystąpił 14 sierpnia przeciwko 1. FC Köln (1:0). W Kaiserslautern od początku zaczął grać w podstawowym składzie, a w 1994 roku wywalczył z tym klubem wicemistrzostwo Niemiec. Jesienią wystąpił z „Czerwonymi Diabłami” w Pucharze UEFA. W 1996 roku wystąpił w wygranym 1:0 finale Pucharu Niemiec z Karlsruher SC, ale w tym samym sezonie Kaiserslautern spadło do drugiej ligi. Pobyt Wagnera na zapleczu ekstraklasy Niemiec trwał rok i już w sezonie 1997/1998 występował on ponownie w pierwszej lidze. Zespół z Kaiserslautern stał się pierwszym beniaminkiem w historii niemieckiej ligi, który wywalczył mistrzostwo Niemiec. W sezonie 1998/1999 Martin wystąpił w rozgrywkach Ligi Mistrzów, a w 2000 roku odszedł z klubu, dla którego zagrał 169 razy i strzelił 30 goli.
Przed rozpoczęciem sezonu 2000/2001 Wagner podpisał kontrakt z VfL Wolfsburg. 12 sierpnia rozegrał swój pierwszy mecz dla tego klubu, przegrany 0:2 z Bayerem Leverkusen. W 2. kolejce ligowej doznał ciężkiej kontuzji w meczu z Kaiserslautern i został zmuszony zakończyć piłkarską karierę.

### Statystyki klubowe
| Klub                 | Sezon              | Liga                  | Liga  | Liga   | Puchar kraju | Puchar kraju | Europa | Europa | Inne  | Inne   | Suma  | Suma   |
| Klub                 | Sezon              | Liga                  | Mecze | Bramki | Mecze        | Bramki       | Mecze  | Bramki | Mecze | Bramki | Mecze | Bramki |
| -------------------- | ------------------ | --------------------- | ----- | ------ | ------------ | ------------ | ------ | ------ | ----- | ------ | ----- | ------ |
| 1. FC Nürnberg       | 1988/1989          | Bundesliga            | 30    | 7      | 2            | 0            | 1      | 0      | –     | –      | 33    | 7      |
| 1. FC Nürnberg       | 1989/1990          | Bundesliga            | 7     | 1      | 1            | 2            | –      | –      | –     | –      | 8     | 3      |
| 1. FC Nürnberg       | 1990/1991          | Bundesliga            | 30    | 2      | 3            | 0            | –      | –      | –     | –      | 33    | 2      |
| 1. FC Nürnberg       | 1991/1992          | Bundesliga            | 33    | 4      | 1            | 0            | –      | –      | –     | –      | 34    | 4      |
| 1. FC Nürnberg       | Ogólnie            | Ogólnie               | 100   | 14     | 7            | 2            | 1      | 0      | 0     | 0      | 108   | 16     |
| 1. FC Kaiserslautern | 1992/1993          | Bundesliga            | 25    | 3      | 2            | 0            | 4      | 1      | –     | –      | 31    | 4      |
| 1. FC Kaiserslautern | 1993/1994          | Bundesliga            | 26    | 6      | 5            | 4            | –      | –      | –     | –      | 31    | 10     |
| 1. FC Kaiserslautern | 1994/1995          | Bundesliga            | 20    | 1      | 3            | 2            | 2      | 1      | –     | –      | 25    | 4      |
| 1. FC Kaiserslautern | 1995/1996          | Bundesliga            | 27    | 7      | 4            | 2            | 4      | 0      | –     | –      | 35    | 9      |
| 1. FC Kaiserslautern | 1996/1997          | 2. Fußball-Bundesliga | 31    | 7      | 1            | 0            | 1      | 0      | 1     | 0      | 34    | 7      |
| 1. FC Kaiserslautern | 1997/1998          | Bundesliga            | 30    | 4      | 1            | 0            | –      | –      | –     | –      | 31    | 4      |
| 1. FC Kaiserslautern | 1998/1999          | Bundesliga            | 21    | 1      | 2            | 0            | 4      | 1      | 1     | 0      | 28    | 2      |
| 1. FC Kaiserslautern | 1999/2000          | Bundesliga            | 20    | 1      | 1            | 2            | 5      | 1      | 1     | 0      | 27    | 4      |
| 1. FC Kaiserslautern | Ogólnie            | Ogólnie               | 200   | 30     | 19           | 10           | 20     | 4      | 3     | 0      | 242   | 44     |
| VfL Wolfsburg        | 2000/2001 j        | Bundesliga            | 2     | 0      | 0            | 0            | 1      | 0      | –     | –      | 3     | 0      |
| VfL Wolfsburg        | Ogólnie            | Ogólnie               | 2     | 0      | 0            | 0            | 1      | 0      | 0     | 0      | 3     | 0      |
| Ogólnie w karierze   | Ogólnie w karierze | Ogólnie w karierze    | 302   | 44     | 26           | 12           | 22     | 4      | 3     | 0      | 353   | 60     |

## Kariera reprezentacyjna
W reprezentacji Niemiec Wagner zadebiutował 16 grudnia 1992 roku w przegranym 1:3 wyjazdowym spotkaniu z Brazylią. W 1994 roku został powołany przez selekcjonera Bertiego Vogtsa do kadry na Mistrzostwa Świata w Stanach Zjednoczonych. Tam zagrał we dwóch spotkaniach: w 1/8 finału z Belgią (3:2) oraz w ćwierćfinale z Bułgarią (1:2). W październiku tamtego roku rozegrał swoje ostatnie spotkanie w kadrze narodowej, które Niemcy zremisowali 0:0 z Węgrami. Łącznie wystąpił w niej 6 razy.